# Façana d'habitatge al carrer Major, 57 (la Sénia)
La Façana d'habitatge al carrer Major, 57 és una obra de la Sénia (Montsià) inclosa a l'Inventari del Patrimoni Arquitectònic de Catalunya.

## Descripció
Façana d'un edifici refet del tot a l'interior, situat a un carreró, sense sortida, del carrer Major, típic del traçat urbà medieval. Consta de planta i dos pisos; a la planta baixa ampla porta amb llinda i rebranques de pedra, avui pintades; en el 1er. pis balcó ampitador emmarcat per dues pilastres adossades amb capitell de tipus corinti i dues petites cornises-motllura horitzontals; a sobre de la motllura superior un cap de lleó rodejat de tres fulles grans semblants a l'acant; en el segon pis balcó ampitador sense cap ornament, amb la barra on es col·locava la corriola a sobre. El mur és de maçoneria arrebossada i pintada. És l'única façana del carrer Major que presenta algun tipus de decoració.